# ایندرو مونتانلی
ایندرو آلِـساندرو رافائلو اسکیتزوجنه مونتانلی (ایتالیایی: Indro Alessandro Raffaello Schizogene Montanelli؛ تلفظ ایتالیایی: [ˈindro montaˈnɛlli]؛ ۲۲ آوریل ۱۹۰۹ – ۲۲ ژوئیهٔ ۲۰۰۱) یک روزنامه‌نگار، کارگردان فیلم، فیلم‌نامه‌نویس، نویسنده، و تاریخ‌نگار اهل ایتالیا بود. او یکی از پنجاه قهرمان جهان آزادی مطبوعات بر اساس انتخاب بنیاد بین‌المللی مطبوعات بود.
مونتانلی در ابتدا داوطلب جنگ دوم ایتالیا و اتیوپی بود ولی در سال ۱۹۴۳ تغییر عقیده داد، و به گروه مقاومت لیبرال عدالت و آزادی پیوست اما به همراه همسرش توسط مقامات نازی در سال ۱۹۴۴ شناسایی و دستگیر شد. او که به اعدام محکوم شده بود، یک روز قبل از اعدام با یک طرح فرار برنامه‌ریزی شده خود توانست یک جاسوس دوجانبه سرویس مخفی، به سوئیس فرار کند. 
پس از جنگ جهانی دوم، مونتانلی برای چندین دهه به عنوان یک مقاله‌نویس محافظه‌کار سرسخت برجسته شد، بطوری‌که گروه تروریستی بریگاد سرخ در سال ۱۹۷۷ اقدام به ترور وی کرد. او همچنین یک رمان‌نویس و مورخ محبوب بود که به‌ویژه به‌خاطر داستان تاریخی‌اش «استوریا دیتالیا» (تاریخ ایتالیا) در ۲۲ جلد به یادها باقی مانده است. او سال‌ها به عنوان سردبیر روزنامه ایل جورناله متعلق به سیلویو برلوسکونی کار کرد اما با جاه‌طلبی‌های سیاسی برلوسکونی مخالف بود و در سال ۱۹۹۴ از سردبیری ایل جورناله استعفا داد. 
او در سال ۱۹۹۵ میلادی برندهٔ نشان شایستگی از جمهوری ایتالیا شد.

## زندگی‌نامه
ایندرو مونتانلی در ۲۲ آوریل ۱۹۰۹ در فوچه‌کیو در نزدیکی فلورانس به دنیا آمد. پدرش سستیلیو مونتانلی، معلم فلسفه دبیرستان و مادرش مادالنا دودولی، دختر یک تاجر ثروتمند پنبه بود. نام «ایندرو» توسط پدرش گرفته شده از خدای هندو ایندرا انتخاب شد.
مونتانلی در سال ۱۹۳۰ مدرک حقوق را از دانشگاه فلورانس با پایان‌نامه‌ای در مورد اصلاحات انتخاباتی رژیم فاشیستی بنیتو موسولینی گرفت. به گفته خودش، در دوران اقامتش در گرنوبل بود، در حال گذراندن درس زبان، کشف کرد که حرفه واقعی او روزنامه‌نگاری است.

## میراث
مونتانلی در زمانی که هنوز زنده بود توسط همکارانش به «شاهزاده روزنامه‌نگاری» ملقب شده بود و حتی از سوی لیبرال‌ها و روزنامه‌نگاران چپ‌گرا مورد احترام و رضایت زیادی قرار گرفت.

## درگذشت
او در ۲۲ ژوئیه ۲۰۰۱ در کلینیک لا مادونینا در میلان درگذشت.